# Nationalstraße B15
Die Nationalstraße B15 (englisch National Road B15) ist eine Nationalstraße in Namibia und verläuft in nördlicher Richtung von der nordnamibischen Stadt Tsumeb über Tsintsabis und Mpungu nach Katwitwi.
Die Baukosten der 210 Kilometer langen asphaltierten Straße, die den Handel mit Angola ankurbeln soll, betrugen 910 Millionen Namibia-Dollar. Der Bau wurde in drei Abschnitten seit 2009 vom namibischen Unternehmen Roads Contractor Company (RCC) und dem chinesischen Bauunternehmen China Henan International Cooperation Group durchgeführt. Die Straße wurde von Staatspräsident Pohamba am 13. Dezember 2013 eingeweiht.